# قفل (الضليعة)

'

تعديل مصدري - تعديل

قفل هي إحدى قرى عزلة الضليعة بمديرية الضليعة التابعة لمحافظة حضرموت، بلغ تعداد سكانها 118 نسمة حسب تعداد اليمن لعام 2004.